# هسته شهر

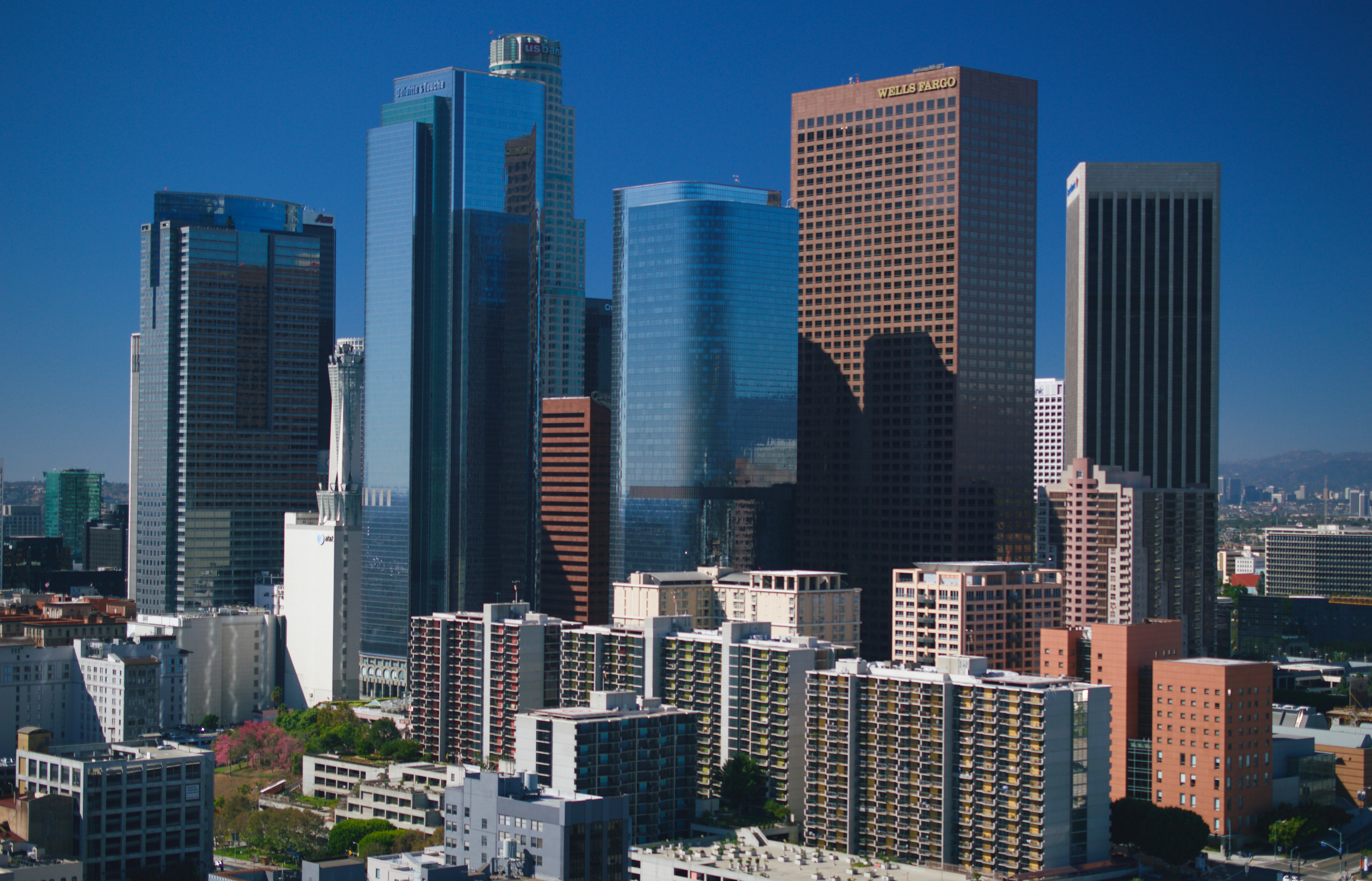
داون‌تاون لس آنجلس، سومین مرکز شهر پرجمعیت در ایالات متحده است.

هسته شهر (به انگلیسی: Downtown، داون تاون) به ناحیه هسته‌ای یا مرکزی یک شهر گفته می‌شود. این عبارت بیشتر در آمریکای شمالی و مردم انگلیسی زبان کاربرد دارد و تعریف آن تا حدودی منطبق با مرکز شهر (در انگلیسی: City centre، در فرانسه: Centre-Ville) در بسیاری از کشورهای دیگر است. واژه نخستین بار در ۱۸۳۰ برای اشاره به ناحیه اولیه شهر نیویورک در مقایسه با سایر مناطق تازه گسترش یافته این شهر در جزیره منهتن به کار رفته‌است. از آنجا که امکان گسترش ناحیه هسته شهر نیویورک فقط در جهت بالا (Up) یا شمال وجود داشته‌است، نقاط قدیمی تر شهر در پائین (Down) قرار می‌گرفته‌اند و از آن‌ها با عنوان Downtown یاد می‌شده‌است.

## تاریخچه
اولین استناد فرهنگ لغت انگلیسی آکسفورد به «پایین شهر» یا «داون تاون» با اشاره به مرکز بوستون مربوط به سال ۱۷۷۰ است. برخی اظهار داشتند که اصطلاح «داون تاون» در شهر نیویورک ابداع شد، جایی که در دهه ۱۸۳۰ از آن استفاده می‌شد تا به شهر اصلی در نوک جنوبی جزیره منهتن اشاره کند. همان‌طور که شهر نیویورک به یک شهر تبدیل شد، تنها جهتی که می‌تواند در این جزیره رشد کند به سمت شمال بود، و از محل استقرار اصلی به سمت بالا حرکت می‌کرد، اصطلاحات «بالا» و «پایین» از طراحی نقشه معمولی که در آن بالا شمال بود و پایین جنوب. بنابراین، هر چیزی در شمال شهر اصلی به "بالا شهر" (منهتن علیا) معروف شد، و به‌طور کلی یک منطقه مسکونی بود، در حالی که شهر اصلی - که در آن زمان تنها مرکز اصلی تجارت نیویورک نیز بود - به عنوان "داون تاون" شناخته شد "(منهتن سفلی).